# La notte delle matite spezzate
La notte delle matite spezzate è un film del 1986 diretto da Héctor Olivera.

## Trama
La Plata, Argentina, settembre 1975. Il coordinamento degli studenti delle scuole superiori della città organizza una manifestazione per ottenere il boleto estudiantil, una tessera che garantisce una riduzione del costo del biglietto dell'autobus ed uno sconto sul prezzo dei libri di testo; il corteo arriva di fronte al palazzo del Ministero dei lavori pubblici, ma la polizia ne impedisce l'ingresso e si verificano lievi tafferugli dove Pablo e Claudio, due dei giovani attivisti, restano contusi; la protesta sembra avere successo e la tessera viene concessa ma, accanto alla gioia dei giovani che hanno ottenuto con la loro protesta il risultato sperato, il telegiornale comincia a dare notizie di persone "scomparse".
Dopo pochi mesi, il 24 marzo 1976, la presidentessa Isabelita Perón viene deposta a seguito del colpo di Stato capeggiato da Jorge Rafael Videla ed il suo governo deve fare posto alla dittatura imposta dal regime militare che dà il via al Processo di riorganizzazione nazionale: immediatamente nelle scuole vengono emanate norme atte ad impedire qualunque forma di protesta e di aggregazione e vengono vietate tutte le manifestazioni a carattere "ateo ed anti-nazionalista". I ragazzi inizialmente sembrano non prendere sul serio il mutamento di situazione ma, durante una festa, agenti di polizia in borghese fanno irruzione, armi in pugno, nella sala e li portano al commissariato per l'identificazione.
Vengono tutti immediatamente rilasciati ma il padre di Claudia, ex funzionario governativo che in passato ha già subito un arresto, l'avverte dei rischi che la protesta presenta ma lei non intende rinunciare alla lotta e, nottetempo, riempie, insieme ad altri compagni, la scuola di striscioni inneggianti alla lotta e contro la sospensione del boleto estudiantil ottenuto mesi prima; la reazione è immediata: 58 insegnanti vengono sospesi e tre studenti spariscono senza che la polizia dia notizie e Claudia, sorda anche agli avvertimenti del fratello maggiore, continua la sua attività ma, al pari dei suoi compagni, inizia ad essere sorvegliata.
La notte del 16 settembre Maria Clara, Claudia, Horacio, Panchito, Claudio e Daniel, vengono sequestrati dalle loro abitazioni mentre dormono e di loro non si hanno più notizie, Pablo riesce a sfuggire ma viene arrestato alcuni giorni dopo e viene portato ad Arana, un centro di detenzione clandestino dove si trovano altri studenti; il giovane viene torturato e, durante una pausa, viene a sapere da un altro studente recluso che i poliziotti hanno definito l'operazione "la notte delle matite", ossia una massiccia azione contro gli studenti delle scuole superiori.
I genitori dei ragazzi cercano di avere notizie in merito alla loro sorte presso le autorità ma sono costretti a scontrarsi con un muro di omertà e nel frattempo Pablo viene trasferito in un altro centro di detenzione, non più di polizia ma militare, il "Pozo de Banfield", dove sono rinchiusi, in celle singole, anche i suoi compagni; le condizioni di vita nel luogo che viene chiamato "deposito", ossia un luogo dove vengono rinchiuse le persone di cui non è ancora stata decisa la sorte, sono terribili: i ragazzi vengono picchiati, Maria Clara viene ripetutamente violentata e non viene mostrato riguardo nemmeno per una ragazza incinta e, quando le madri di Claudia ed Horacio chiedono udienza al cardinale, egli non le riceve e, al suo posto, il segretario riferisce loro che, se i loro figli fanno parte del gruppo di ragazzi sequestrati la notte del 16 settembre, non li rivedranno più.
Il 28 dicembre Pablo viene trasferito al P.E.N.,"Potere Esecutivo Nazionale", l'organismo all'epoca delegato a comporre corti giudicanti per i detenuti comuni e non per quelli politici, con la sola accusa di avere distribuito volantini, e gli viene promessa la scarcerazione in cambio del silenzio su quanto ha visto durante la reclusione; gli viene anche concesso, da una benevola guardia, di vedere Claudia per qualche minuto prima di uscire, la quale gli racconta di essere stata più volte violentata ad Arana ma di riferire ai genitori, nonostante lei ritenga che la sua sorte sia segnata, che sta bene. Pablo Diaz rimarrà in carcere per quattro anni senza processo, fino alla sua liberazione, avvenuta il 19 novembre 1980, mentre i suoi compagni di scuola Maria Claudia Falcone, Horacio Ungaro, Claudio de Acha, Panchito Lopez Muntaner, Daniel Racero e Maria Clara Ciocchini, insieme ad altri 232 studenti arrestati nel medesimo periodo in tutto il paese, risultano tuttora scomparsi.